# Tabula Capuana

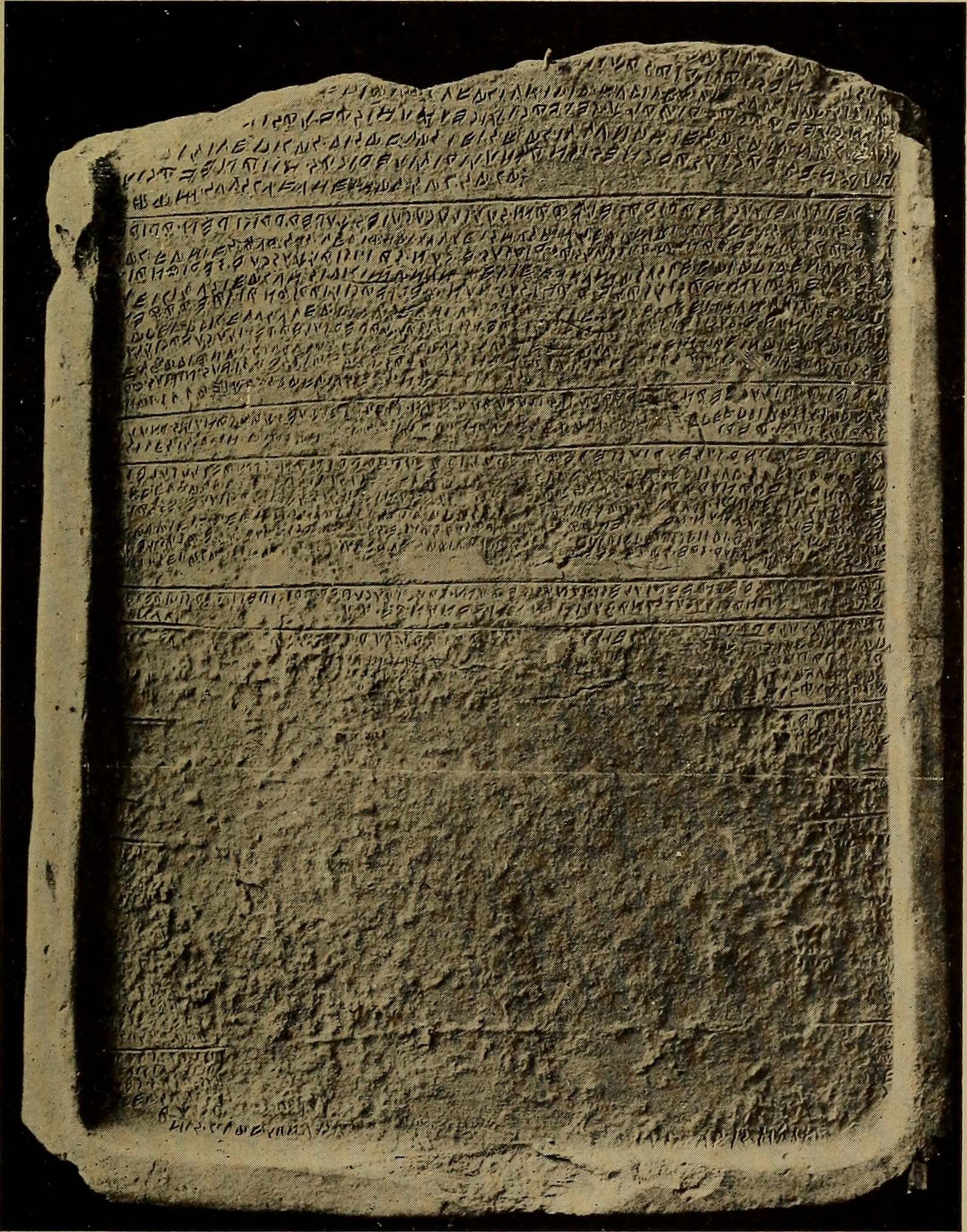
Tabula Capuana

Tabula Capuana – pochodząca z V/IV wieku p.n.e. terakotowa dachówka, zawierająca drugą co do długości, po Liber Linteus, inskrypcję w języku etruskim.
Dachówka ma wymiary 62×48–49 cm. Została odkryta w 1898 roku na nekropolii w Santa Maria Capua Vetere. Uznana przez ówczesnego dyrektora Muzeum Archeologicznego w Neapolu za fałszerstwo, została sprzedana niemieckiemu archeologowi Ludwigowi Pollakowi. Obecnie znajduje się w berlińskiej kolekcji starożytności. Wyryta na zabytku inskrypcja, pisana bustrofedonem, liczy 62 linijki i zawiera około 300 wyrazów. Jest to rodzaj formularza liturgicznego związanego z obrzędami pogrzebowymi, wyróżniono w niej imiona bóstw świata podziemnego: Calus, Larum, Letham, a także Uni i Tinii.